# Fred Korematsu
Fred Toyosaburo Korematsu (Oakland, 30 gennaio 1919 – Contea di Marin, 30 marzo 2005) è stato un attivista statunitense.

## Biografia
Fred Toyosaburo Korematsu (是松豊三郎) nacque a Oakland, in California, il 30 gennaio 1919, terzo di quattro figli di genitori giapponesi Kakusaburo Korematsu e Kotsui Aoki, emigrati negli Stati Uniti nel 1905.
Poco dopo che la Marina imperiale giapponese ebbe lanciato l'attacco di Pearl Harbor, il presidente Franklin D. Roosevelt emanò l'ordine esecutivo 9066, il quale autorizzava l'allontanamento degli individui di origine giapponese che vivevano sulla costa occidentale dalle loro case e la loro prigionia obbligatoria nei campi di prigionia, ma Korematsu invece sfidò gli ordini e divenne un fuggitivo.
La legalità dell'ordine di Roosevelt fu confermata dalla Corte Suprema degli Stati Uniti d'America nel caso Korematsu v. United States (1944). La condanna di Korematsu per evasione dall'internamento fu annullata quattro decenni dopo dalle corti distrettuali degli Stati Uniti d'America, dopo la divulgazione di nuove prove che ne contestavano la necessità, che erano state trattenute dai tribunali dal governo degli Stati Uniti durante la guerra. Alla fine, la stessa sentenza Korematsu è stata formalmente condannata settantaquattro anni dopo in Trump v. Hawaii, 585 U.S. ___ (2018).
Per commemorare postumo il suo viaggio come attivista per i diritti civili, il "Fred Korematsu Day of Civil Liberties and the Constitution" è stato osservato per la prima volta nel giorno del suo 92º compleanno, il 30 gennaio 2011, dallo stato della California, la prima commemorazione di questo tipo per un asiatico americano negli Stati Uniti. Nel 2015, la Virginia ha approvato una legge per riconoscerlo in modo permanente ogni 30 gennaio come Fred Korematsu Day.
Il Fred T. Korematsu Institute è stato fondato nel 2009 per portare avanti l'eredità di Korematsu come sostenitore dei diritti civili, educando e sostenendo le libertà civili per tutte le comunità.